# Acidiella clotho
Acidiella clotho är en tvåvingeart som först beskrevs av Valery Korneyev 1982.  Acidiella clotho ingår i släktet Acidiella och familjen borrflugor. Inga underarter finns listade i Catalogue of Life.